# Championnats d'Europe de saut d'obstacles
Le FEI European Jumping Championships est le championnat d'Europe pour la discipline équestre du saut d'obstacles. Comme la plupart des championnats d'Europe, il a lieu tous les deux ans. Des médailles d'or, d'argent et de bronze sont attribuées à l'issue des compétitions individuelle et par équipe. Il existe aussi un championnat d'Europe pour les Jeunes Cavaliers, les Juniors, les Poneys, les Enfants et les Vétérans.

## Histoire
La compétition individuelle a commencé en 1957 alors que la compétition par équipe ne débuta qu'en 1975. David Broome et Paul Schockemöhle ont tous deux gagné trois fois le titre en individuel. L'Allemagne a gagné sept titres par équipe et la Grande-Bretagne et la Suisse en ont gagné quatre.
Pour la première fois en 2009, les championnats de saut d'obstacles ont eu lieu en même temps que ceux de dressage, à Windsor (Grande-Bretagne). 

## Résultats individuels
- 1957 Rotterdam (Pays-Bas) - 8 cavaliers provenant de cinq nations différentes[1]

1. Hans Günter Winkler  - Sonnenglanz (Halla) 8 points
2. Bernard de Fombelle  - Bucephale (Buffalo) 11
3. Salvatore Oppes  - Pagoro 24

- 1958 Aix-la-Chapelle (RFA) - 24 cavaliers provenant de 13 nations différentes

1. Fritz Thiedemann  - Meteor
2. Piero D'Inzeo  - The Rock
3. Hans Günter Winkler  - Halla

- 1959 Paris (France) - 18 cavaliers provenant de 9 nations différentes

1. Piero D'Inzeo  - Uruguay (The Quiet Man) 8 points
2. Pierre Jonquères d'Oriola  - Virtuoso (Isofelt) 16,5
3. Fritz Thiedemann  - Godewind (Retina) 24

- 1961 Aix-la-Chapelle (RFA) - 27 cavaliers provenant de 13 nations différentes

1. David Broome  - Sunsalve (Silverknight)
2. Piero D'Inzeo  - Pioneer (The Rock)
3. Hans Günter Winkler  - Feuerdorn (Romanus)

- 1962 Londres (Grande-Bretagne) - 7 cavaliers provenant de 4 nations différentes

1. David Barker  - Franco (Mr Softee) 4 points
2. Hans Günter Winkler   - Feuerdorn (Romanus) 8
3. Piero D'Inzeo  - The Rock 8

- 1963 Rome (Italie) - 18 cavaliers provenant de 10 nations différentes

1. Graziano Mancinelli  - Rockette (The Rock) 6 points
2. Alwin Schockemöhle  - Freiherr (Ferdl) 6
3. Harvey Smith   - O’Malley (Warpaint) 16

- 1965 Aix-la-Chapelle (RFA) - 21 cavaliers provenant de 12 nations différentes

1. Hermann Schridde  - Kamerad (Dozent) 11 points
2. Nelson Pessoa  - Huipil (Gran Geste) 14
3. Alwin Schockemöhle  - Exakt (Freiherr) 15,5

- 1966 Lucerne (Suisse) - 19 cavaliers provenant de 11 nations différentes

1. Nelson Pessoa  - Huipil (Gran Geste) 6 points
2. Frank Chapot  - Good Twist (San Lucas) 9,5
3. Hugo Arrambide  - Chimbote 11

- 1967 Rotterdam (Pays-Bas) - 23 cavaliers provenant de 13 nations différentes

1. David Broome  - Mr Softee (Top of the Morning) 15,5 points
2. Harvey Smith  - Harvester 20,5
3. Alwin Schockemöhle  - Pesgö (Donald Rex) 22

- 1969 Hickstead (Grande-Bretagne) - 11 cavaliers provenant de 6 nations différentes

1. David Broome  - Mr Softee (Top of the Morning) 6 points
2. Alwin Schockemöhle  - Donald Rex (Wimpel) 6
3. Hans Günter Winkler  - Enigk (Torphy) 8

- 1971 Aix-la-Chapelle (RFA) - 24 cavaliers provenant de 13 nations différentes

1. Hartwig Steenken  - Simona (Kosmos) 11,5 points
2. Harvey Smith  - Evan Jones (Mattie Brown) 13,5
3. Paul Weier  - Wulf (Donauschwalbe) 14

- 1973 Hickstead (Grande-Bretagne) - 17 cavaliers provenant de 11 nations différentes

1. Paddy McMahon  - Pennwood Forge Mill 7,5 points
2. Alwin Schockemöhle  - The Robber (Weiler) 14
3. Hubert Parot  - Tic (Port Royal) 15

- 1975 Munich (RFA) - 26 cavaliers provenant de 8 nations différentes

1. Alwin Schockemöhle  - Warwick 4,5 points
2. Hartwig Steenken  - Erle 15,5
3. Sönke Sönksen  - Kwept 15,5

- 1977 Vienne (Autriche) - 39 cavaliers provenant de 11 nations différentes

1. Johan Heins  - Seven Valleys 8-4 points / 51,4 secondes
2. Eddie Macken  - Kerrygold 8-4 / 51,5
3. Antoon Ebben  - Jumbo Design 9

- 1979 Rotterdam (Pays-Bas) - 47 cavaliers provenant de 15 nations différentes

1. Gerd Wiltfang  - Roman 8,95 points
2. Paul Schockemöhle  - Deister 9,10
3. Hugo Simon  - Gladstone 10,85

- 1981 Munich (RFA) - 41 cavaliers provenant de 13 nations différentes

1. Paul Schockemöhle  - Deister 0
2. Malcolm Pyrah  - Towerland Anglezarke 2,03
3. Bruno Candrian  - Van Gogh 5,24

- 1983 Hickstead (Grande-Bretagne) - 46 cavaliers provenant de 12 nations différentes

1. Paul Schockemöhle  - Deister 2,49 points
2. John Whitaker  - Ryans Son 9,27
3. Frédéric Cottier  - Flambeau C 13,18

- 1985 Dinard (France) - 39 cavaliers provenant de 14 nations différentes

1. Paul Schockemöhle  - Deister 15,06 points
2. Heidi Robbiani  - Jessica 16,29
3. John Whitaker  - Hopscotch 17,71

- 1987 St-Gall (Suisse) - 42 cavaliers provenant de 14 nations différentes

1. Pierre Durand  - Jappeloup de Luze 4,75 points
2. John Whitaker  - Milton 6,31
3. Nick Skelton  - Apollo 12,92

- 1989 Rotterdam (Pays-Bas) - 40 cavaliers provenant de 13 nations différentes

1. John Whitaker  - Milton 8,5 points
2. Michael Whitaker  - Mon Santa 9,03
3. Jos Lansink  - Felix 13,06

- 1991 La Baule (France) - 47 cavaliers provenant de 14 nations différentes

1. Eric Navet  - Quito de Baussy 12,22 points
2. Franke Sloothaak  - Walzerkönig 16,59
3. Jos Lansink  - Egano 16,61

- 1993 Gijón (Espagne) - 40 cavaliers provenant de 13 nations différentes

1. Willi Melliger  - Quinta 8,83 points
2. Michel Robert  - Miss San Patrignano 8,91
3. Michael Whitaker  - Midnight Madness 9,39

- 1995 St-Gall (Suisse) - 53 cavaliers provenant de 15 nations différentes

1. Peter Charles  - La Ina 8/4 points / 49,83 secondes
2. Michael Whitaker  - Ev. Two Step 8/4/ 50,97
3. Willi Melliger  - Calvaro V 12

- 1997 Mannheim (Allemagne) - 56 cavaliers provenant de 18 nations différentes

1. Ludger Beerbaum  - Ratina Z 0
2. Hugo Simon  - E.T. FRH 4,35
3. Willi Melliger  - Calvaro V 12,20

- 1999 Hickstead (Grande-Bretagne) - 64 cavaliers provenant de 19 nations différentes

1. Alexandra Ledermann  - Rochet M 9,60 points
2. Markus Fuchs  - Tinka’s Boy 11,31
3. Lesley Mc Naught  - Dulf 12,29

- 2001 Arnhem (Pays-Bas) - 59 cavaliers provenant de 18 nations différentes

1. Ludger Beerbaum  - Gladdys S 8,07 points
2. Ludo Philippaerts  - Verelst Otterongo 14,19
3. Rolf-Göran Bengtsson  - Isovlas Pialotta 15,81

- 2003 Donaueschingen (Allemagne) - 71 cavaliers provenant de 24 nations différentes

1. Christian Ahlmann  - Cöster 11,55 points
2. Ludger Beerbaum  - Goldfever 3 11,59
3. Marcus Ehning  - For Pleasure 12,01

- 2005 San Patrignano (Italie) - 66 cavaliers provenant de 21 nations différentes

1. Marco Kutscher  - Montender 2 7,79 points
2. Christina Liebherr  - L.B. No Mercy 8,69
3. Jeroen Dubbeldam  - Bmc Nassau 11,62

- 2007 Mannheim[2] (Allemagne)

1. Meredith Michaels-Beerbaum  - Shutterfly 1,54 point
2. Jos Lansink  - Al-Kaheel Cavalor Cumano 3,42
3. Ludger Beerbaum  - Goldfever 3 5,11

- 2009 Windsor (Grande-Bretagne)

1. Kevin Staut  - Kraque Boom 9,42 points
2. Carsten-Otto Nagel  - Corradina 9,64
3. Albert Zoer  - Oki Doki 11,18

- 2011 Madrid (Espagne)

1. Rolf-Göran Bengtsson  - Ninja la Silla 6,77 points
2. Carsten-Otto Nagel  - Corradina 8,69
3. Nick Skelton  - Carlo 9,04

- 2013 Herning (Danemark)

1. Roger-Yves Bost  - Myrtille Paulois 1,58 point
2. Ben Maher  - Cella 4,00
3. Scott Brash  - Hello Sanctos 6,72

- 2015 Aix-la-Chapelle (Allemagne)

1. Jeroen Dubbeldam  - SFN Zenith 2,68 points
2. Grégory Whatelet  - Conrad de Hus 5,04 points
3. Simon Delestre  - Ryan des Hayettes 6,67 points

- 2017 Göteborg (Suède)

1. Peder Fredrickson  - H&M All In 5,00 points
2. Harrie Smolders  - Don VHP Z 5,52 points
3. Cian O'Connor  - Good Luck 6,25 points

- 2019 Rotterdam (Pays-Bas)

1. Martin Fuchs  - Clooney 51 4,46 points
2. Ben Maher  - Explosion W 4,62 points
3. Jos Verlooy  - Igor 6,68 points

- 2021 Riesenbeck (Allemagne)

1. Andre Thieme  - DSP Chakaria 6,84 points
2. Martin Fuchs  - Leone Jei 9,31 points
3. Peder Fredrickson  - Catch Me Not S 9,46 points

- 2023 Milan (Italie)

1. Steve Gerdat  - Dynamix de Belhème 0,43 point
2. Philipp Weishaupt  - Zineday 4,31 points
3. Julien Epaillard  - Dubaï du Cèdre 4,61 points

- 2025 La Corogne (Espagne)

1. Richard Vogel  - United Touch S 0,01 point
2. Scott Brash  - Hello Folie (de Nantuel) 1,08 point
3. Gilles Thomas  - Ermitage Kalone 1,37 point

## Résultats par équipes
- 1975 Munich (RFA) – 6 équipes

1. Allemagne de l'Ouest - (A. Schockemöhle, Steenken, Sönksen, Snoek) 35,5 points
2. Suisse - (Weier, Gabathuler, Candrian, Friedli) 94 points
3. France - (M. Rozier, Balanda, Roche, Parot) 97 points

- 1977 Vienne (Autriche) – 9 équipes

1. Pays-Bas - (Wauters, Ebben, Nooren, Heins) 20,0 points
2. Royaume-Uni - (Ricketts, Johnsey, H. Smith, Broome) 20,25 points
3. Allemagne de l'Ouest - (Koof, Merkel, P. Schockemöhle, Wiltfang) 36 points

- 1979 Rotterdam (Pays-Bas) – 10 équipes

1. Royaume-Uni - (Pyrah, Ricketts, Bradley, Broome) 24,70 points
2. Allemagne de l'Ouest - (Johannsmann, Luther, P. Schockemöhle, Wiltfang) 30,95 points
3. Irlande - (Roche, Gerry Mullins, Con Power, Macken) 34,10 points

- 1981 Munich (RFA) – 9 équipes

1. Allemagne de l'Ouest - (Koof, Luther, Wiltfang, P. Schockemöhle) 11,86 points
2. Suisse - (Melliger, Gabathuler, T. Fuchs, Candrian) 21,86 points
3. Pays-Bas - (Hendrix, Ehrens, Nooren, Heins) 26,35 points

- 1983 Hickstead (Grande-Bretagne) – 11 équipes

1. Suisse - (Gabathuler, Robbiani, Melliger, T. Fuchs) 12,19 points
2. Royaume-Uni - (H. Smith, Broome, J. Whitaker, Pyrah) 21,89 points
3. Allemagne de l'Ouest - (Buchwaldt, Rüping, Wiltfang, P. Schockemöhle) 24,32 points

- 1985 Dinard (France) – 8 équipes

1. Royaume-Uni - (Skelton, M. Whitaker, Pyrah, J. Whitaker, 21,56 points
2. Suisse - (Guerdat, Robbiani, Gabathuler, Melliger) 42,08 points
3. Allemagne de l'Ouest - (Sloothaak, Rüping, Luther, P. Schockemöhle) 44,75 points

- 1987 St. Gallen (Suisse) – 8 équipes

1. Royaume-Uni - (Skelton, M. Whitaker,  Pyrah, J. Whitaker,) 10,32 points
2. France - (Ph. Rozier, Durand, Cottier, Robert) 35,43 points
3. Suisse - (Guerdat, M. Fuchs, Gabathuler, Melliger) 45,01 points

- 1989 Rotterdam (Pays-Bas) – 8 équipes

1. Royaume-Uni - (Skelton, M. Whitaker,  Joe Turi, J. Whitaker,) 20,35 points
2. France - (Godignon, Ph. Rozier, Robert, Durand) 33,41 points
3. Suisse - (Gabathuler, M. Fuchs, Melliger, T. Fuchs) 35,85 points

- 1991 La Baule (France) – 11 équipes

1. Pays-Bas - (Raymakers, Tops, Hendrix, Lansink) 29,87 points
2. Royaume-Uni - (Skelton, M. Whitaker, Broome, J. Whitaker,) 34,16 points
3. Suisse - (Melliger, M. Fuchs, Letter, T. Fuchs) 37,39 points

- 1993 Gijón (Espagne) – 9 équipes

1. Suisse - (Melliger, McNaught-Mändli, Lauber, T. Fuchs) 19,23 points
2. Royaume-Uni - (Skelton, M. Whitaker, Armstrong, J. Whitaker,) 21,15 points
3. France - (Bourdy, Robert, H. Godignon, Navet) 29,88 points

- 1995 St-Gall (Suisse) – 11 équipes

1. Suisse - (Melliger, McNaught, Lauber, M. Fuchs) 8 points
2. Royaume-Uni - (Skelton, M. Whitaker, Bradley, J. Whitaker,) 12 points
3. France - (H. Godignon, Bonneau, A. Ledermann, R-Y. Bost) 16 points

- 1997 Mannheim (Allemagne) – 12 équipes

1. Allemagne - (L. Nieberg, Markus Beerbaum, L. Beerbaum, Merschformann) 15,75 points
2. Pays-Bas - (E. Hendrix, B. Romp, J. Tops, J. Lansink) 21,61 points
3. Royaume-Uni - (M. Whitaker, G. Billington, R. Smith, J. Whitaker,) 34,86 points

- 1999 Hickstead (Grande-Bretagne) – 14 équipes

1. Allemagne - (C-O. Nagel, M. Michaels-Beerbaum, M. Ehning, L. Beerbaum) 24,13 points
2. Suisse - (L. McNaught, M. Fuchs, B. Mändli, W. Melliger) 25,91 points
3. Pays-Bas - (E. Hendrix, J. Dubbeldam, J. Tops, J. Lansink) 29,13 points

- 2001 Arnhem (Pays-Bas) – 14 équipes

1. Irlande - (Kevin Babington, Jessica Kurten, Peter Charles, Dermott Lennon) 34,04 points
2. Suède - (M. Baryard, H. Lundback, R-G. Bengtsson, P. Eriksson) 35,19 points
3. Allemagne - (S.Von Rönne, O. Becker, L. Nieberg, L. Beerbaum) 41,75 points

- 2003 Donaueschingen (Allemagne) – 18 équipes

1. Allemagne - (Marcus Ehning, Christian Ahlmann, Ludger Beerbaum, Otto Becker) 15,15 points
2. France - (Michel Robert, Eric Levallois, Michel Hécart, Reynald Angot) 25,30 points
3. Suisse - (Beat Mändli, Steve Guerdat, Markus Fuchs, Willi Melliger) 28,86 points

- 2005 San Patrignano (Italie) – 14 équipes

1. Allemagne - (Marcus Ehning, Christian Ahlmann, Marco Kutscher, Meredith M. Beerbaum) 18 points
2. Suisse - (Fabio Crotta, Steve Guerdat, Christina Liebherr, Markus Fuchs) 34,42 points
3. Pays-Bas - (Gerco Schröder, Leon Thijssen, Jeroen Dubbeldam, Yves Houtackers) 35,76 points

- 2007 Mannheim (Allemagne) – 18 équipes

1. Pays-Bas - (Vincent Voorn, Jeroen Dubbeldam, Albert Zoer, Gerco Schröder) 7,37 points
2. Allemagne - (Marcus Ehning, Christian Ahlmann, Meredith M. Beerbaum, Ludger Beerbaum) 9,18 points
3. Royaume-Uni - (Michael Whitaker,  David McPherson, Ellen Whitaker, John Whitaker) - 15,43 points

- 2009 Windsor (Grande-Bretagne) – 17 équipes

1. Suisse - (Pius Schwizer, Daniel Etter, Clarissa Crotta, Steve Guerdat) 27,66 points
2. Italie - (Juan Carlos Garcia, Giuseppe D'Onofrio, Natale Chiaudani, Piergiorgio Bucci) 31 points
3. Allemagne - (Marcus Ehning, Carsten-Otto Nagel, Thomas Muhlbauer, Meredith Michaels-Beerbaum) 31,75 points

- 2011 Madrid (Espagne) – 9 équipes

1. Allemagne - (Marco Kutscher, Carsten-Otto Nagel, Janne Friederike Meyer, Ludger Beerbaum) 10,41 points
2. France - (Michel Robert, Pénélope Leprevost, Kevin Staut, Olivier Guillon) 15,95 points
3. Royaume-Uni - (Nick Skelton, Guy Williams, Ben Maher, John Whitaker) 22,46 points

- 2013 Herning (Danemark) – 19 équipes

1. Royaume-Uni - (Ben Maher, Michael Whitaker, William Funnell, Scott Brash) - 12,18 points
2. Allemagne - (Daniel Deusser, Carsten-Otto Nagel, Christian Ahlmann, Ludger Beerbaum) - 12,77 points
3. Suède - (Jens Fredricson, Angelica Augustsson, Henrik von Eckermann, Rolf-Göran Bengtsson) - 13,44 points

- 2015 Aix-la-Chapelle (Allemagne) – 22 équipes

1. Pays-Bas - (Gerco Schröder (sur Cognac Champblanc), Maikel Van der Vleuten, Jul Vrieling, Jeroen Dubbeldam) - 8,82 points
2. Allemagne - (Meredith Michaels-Beerbaum, Christian Ahlmann,  Ludger Beerbaum, Daniel Deusser) - 12,40 points
3. Suisse - (Romain Duguet, Martin Fuchs, Janika Sprunger, Paul Estermann) - 18,23 points

- 2017 Göteborg (Suède) – 17 équipes

1. Irlande - (Shane Sweetnam, Bertram Allen, Denis Lynch, Cian O'Connor) - 12,11 points
2. Suède - (Henrik von Eckermann, Malin Baryard-Johnsson, Douglas Lindelöw, Peder Fredricson) - 18,21 points
3. Suisse - (Nadja Peter Steiner, Romain Duguet, Martin Fuchs, Steve Guerdat) - 20,15 points

- 2019 Rotterdam (Pays-Bas) – 15 équipes

1. Belgique - (Pieter Devos, Jos Verlooy, Jérôme Guéry, Grégory Wathelet) - 12,07 points
2. Allemagne - (Simone Blum, Christian Ahlmann, Marcus Ehning, Daniel Deusser) - 16,22 points
3. Royaume-Uni - (Ben Maher, Holly Smith, Amanda Derbyshire, Scott Brash) - 21,41 points

- 2021 Riesenbeck (Allemagne) – 15 équipes

1. Suisse  - (Elian Baumann, Bryan Balsiger, Martin Fuchs, Steve Guerdat) - 9,47 points
2. Allemagne (Andre Thieme, Marcus Ehning, Christian Kukuk, David Will) - 12,77 points
3. Belgique (Pieter Devos, Jos Verlooy, Nicola Philippaerts, Olivier Philippaerts) - 17,34 points

- 2023 Milan (Italie) – 15 équipes

1. Suède (Henrik Von Eckermann, Wilma Hellström, Rolf-Göran Bengtsson, Jens Fredricson) - 9,51 points
2. Irlande (Michael Duffy, Trevor Breen, Shane Sweetname, Eoin McMahon) - 18,00 points
3. Autriche (Gerfried Puck, Katharina Rhomberg, Alessandra Reich, Max Kühner) - 22,77 points

- 2025 La Corogne (Espagne) – 18 équipes

1. Belgique (Nicola Philippaerts, Pieter Devos, Thibeau Spits, Gilles Thomas) - 5,61 points
2. Royaume-Uni (Ben Maher, Matthew Sampson, Donald Whitaker, Scott Brash) - 7,96 points
3. Allemagne (Marcus Ehning, Sophie Hinners, Christian Kukuk, Richard Vogel) - 8,19 points